# 和歌山市立有功中学校
和歌山市立有功中学校（わかやましりついさおちゅうがっこう）は、和歌山県和歌山市六十谷にある市立の中学校である。

## 概要
所在地
〒640-8482 和歌山県和歌山市六十谷1238
教育目標
「心豊かな、思いやりのある たくましい生徒の育成」
1. 自分を大切にするとともに，ひとを大切にする
2. 言葉使いを大切にする
3. 自ら考え，自ら学ぶ
4. 正しく判断し，実践できる
5. 自分の長所を知り，伸ばしていこうとする
6. 健康でたくましく，体力がある

校舎
4階建て

## 部活動

### 体育部
- バレーボール
- 陸上競技
- サッカー
- 水泳
- 軟式野球
- ソフトボール
- バスケットボール
- ソフトテニス
- 硬式テニス

### 文化部
- 吹奏楽
- 美術
- 科学

## 著名な出身者
- 中谷仁 - 元プロ野球選手
- 半田真一 - 高校野球指導者

## 通学区域
学区は、以下の小学校区である。
- 和歌山市立有功小学校
- 和歌山市立有功東小学校
- 和歌山市立鳴滝小学校